# Bosque del Sur
El bosque del Sur, oficialmente parque forestal periurbano Bosquesur es un parque de tipo cinturón verde que ocupa parte de los términos municipales de Fuenlabrada, Leganés, Alcorcón, Getafe y Pinto. Su superficie es de 561 hectáreas, el equivalente a cinco veces el parque del Retiro de Madrid. Oficialmente, el parque de Polvoranca está englobado dentro del Bosque del Sur.

## Cómo llegar
Avenida de las Comarcas, s/n (junto a la estación de Renfe de la Serna de Fuenlabrada), C.P. 28941, Fuenlabrada, Madrid. 638 21 40 10.
Desde Fuenlabrada
- Cercanías: La Serna, línea C-5 .
- En coche existe un aparcamiento en la estación de La Serna, y en las inmediaciones de la avenida de América.
- Líneas de autobús urbanas L2 y L3 en la estación de la serna .
- Líneas de autobús interurbanas 468, 491, 492, 493.

Desde Leganés:
- Metro: Línea 12 : bajar en la estación de Leganés Central  (zona de tarifa B1) hay que andar unos 20 minutos hasta llegar al parque de Polvoranca.
- Saliendo de la estación Leganés Central   Línea 12, se puede tomar el autobús: autobús 486 dirección Valdepelayos, o el autobús 482 dirección Loranca hasta el parque de Polvoranca.
- Cercanías: Parque Polvoranca, línea C-5 . Cruzando la M-50 se llega a Bosquesur, y cruzando la M-407 a Polvoranca.
- En coche existe un acceso que llega hasta el mismo parque de Polvoranca, con un aparcamiento de superficie vinendo por Leganés. Para Bosquesur hay aparcamiento en las inmediaciones del centro comercial Arroyosur y la calle Otoño, entre la M-409 y el centro comercial.

Desde Alcorcón
- Puerta del Sur (línea 10  y línea 12 ): cruzar el polígono industrial Urtinsa y cruzar la autopista R-5 a través de uno de sus puentes. En total, hay que andar unos 30 minutos hasta llegar al parque de Polvoranca.
- En coche existe un acceso que llega hasta el mismo parque de Polvoranca, con un aparcamiento de superficie viniendo por Alcorcón.

## Futuro
La Comunidad de Madrid creará un anillo verde de 75 km, llamado Arco Verde, que una los grandes parques de la región. Pasará por Bosque Sur, el Monte de Boadilla, la Dehesa Boyal o el monte de Valdelatas. Ocupará una superficie de 2300 hectáreas y conectará con el anillo verde ciclista. Se inició en diciembre de 2019 con la plantación de 350 árboles en Boadilla del Monte. Aunque en el verano 2025 se han producido varios incendios que está reduciendo la masa forestal por la dejadez en el mantenimiento de las praderas arbóreas en el termino municipal de Leganés. 